# Krywe Ozero
Krywe Ozero (ukr. Криве Озеро) – osiedle typu miejskiego na Ukrainie, w obwodzie mikołajowskim, w rejonie perwomajskim, nad Kodymą. W 2022 roku liczyło ok. 7,2 tys. mieszkańców.

## Historia
Miejscowość istniała w XVIII wieku. Swoją nazwę zawdzięcza jezioru o zakrzywionych brzegach, które powstało dawniej z połączonych ze sobą starorzeczy. Pierwszymi mieszkańcami byli Mołdawianie, którzy osiedlili się na lewym brzegu Kodymy. Na prawym brzegu zamieszkiwali osadnicy z północnej Ukrainy i Kozacy zaporoscy. W 1764 roku część prawobrzeżna obejmowała blisko 40 domów i należała do kajmakama Jakuba-agi. Część lewobrzeżna stanowiła wówczas własność Lubomirskich. Na początku lat 90. XVIII wieku obie części Krywego Ozera znalazły się w granicach Imperium Rosyjskiego. Od 1793 roku osada na lewym brzegu wchodziła w skład ujezdu bałckiego w guberni podolskiej, natomiast osiedle na prawym brzegu znajdowało się w granicach ujezdu ananjewskiego w guberni chersońskiej. Część prawobrzeżna została sklasyfikowana jako wieś państwowa. W latach 1841–49 miała status osiedla wojskowego. W okresie tym liczba ludności osiedla wzrosła do 2185 osób. Pod koniec XVIII wieku część lewobrzeżna stała się znaczącym ośrodkiem handlu. W 1804 roku wymieniana już była jako miasteczko liczące 3472 mieszkańców. Przed I wojną światową Krywe Ozero zamieszkiwało 10 263 osób. W miejscowości działały wówczas dwie cegielnie, rzeźnia, gorzelnia, dwa młyny, olejarnia, gorzelnia, dziesięć składów drewna oraz 33 sklepy. W czasie II wojny światowej Krywe Ozero było okupowane przez wojska hitlerowskie od 2 sierpnia 1941 roku do 29 marca 1944 roku. Niemcy zamordowali ok. 860 mieszkańców, a ponad 100 wywieźli na przymusowe roboty do III Rzeszy. Ponadto na froncie zginęło 720 mieszkańców Krywego Ozera. W 1970 roku miejscowość otrzymała status osiedla typu miejskiego. W 1989 roku Krywe Ozero liczyło 11 399 mieszkańców, w 2001 roku – 8525 mieszkańców, a w 2013 roku – 7909 mieszkańców. W latach 1923–2020 miejscowość była siedzibą administracyjną rejonu krywoozerskiego.